# Mordella trilobibasa
Mordella trilobibasa es una especie de coleóptero de la familia Mordellidae.

## Distribución geográfica
Habita en (Australia).